# دوجفت
دوجفت یک روستا در ایران است که در دهستان زالیان واقع شده‌است. دوجفت ۲۶۴ نفر جمعیت دارد و زبان مردم این نواحی لری می باشد. و مردم این روستااز طوایف فروند و فرهوند از ایل زیار یا زیودار هستند.